# Suki Schorer
Suzanne Schorer, dite Suki Schorer, née à Boston (Massachusetts) le 11 mars 1939, est une danseuse étoile, pédagogue et écrivain américaine, spécialiste de l’esthétique de George Balanchine et de sa technique de danse classique, dénommée méthode Balanchine.

## Formation
Suki Schorer reçoit sa première formation professionnelle à la San Francisco Ballet School.

## Principaux rôles
En 1956, elle est engagée dans le corps de ballet du San Francisco Ballet. Comme membre de cette compagnie, elle parfait sa technique de danse classique avec Lew Christensen. En 1959, George Balanchine l’invite à rejoindre le New York City Ballet où elle a la possibilité de suivre, pendant plus de dix ans, le cours quotidien de la compagnie tenu par Balanchine lui-même. En 1968, elle est nommée principal dancer (danseuse étoile). Elle interprète de nombreux rôles de soliste et d’étoile du répertoire de Balanchine. Entre autres, dans les ballets Apollo, Serenade, Concerto Barocco, Symphony in C, Ivesiana, Stars and Stripes, Tarantella et Jewels. Balanchine crée pour elle plusieurs rôles de soliste et d’étoile dans les ballets Don Quixote, Raymonda Variations, Harlequinade, et A Midsummer Night's Dream.

## Pédagogie
Dès l’arrivée de Suki Schorer au New York City Ballet, Balanchine lui demande d’enseigner à la School of American Ballet (SAB), l’Académie du New York City Ballet. Lorsque Balanchine n’est pas disponible, c’est elle qui le remplace à la direction du cours quotidien de la compagnie. Quelques années plus tard, Balanchine lui confie la tenue d’un cours spécialement créé pour les nouvelles recrues, les danseurs entrés depuis peu dans la compagnie. Il l’invite aussi à parcourir les États-Unis à la recherche de nouveaux talents pour la SAB, ainsi qu’à l’assister personnellement lors des séminaires qu’il organise, avec le soutien de la Ford Fondation, à l’usage des professeurs de danse classique.
Lorsqu’elle se retire de la scène en 1972, Balanchine institue pour elle à la SAB un nouveau cours de niveau avancé pour filles. En 1998, la Fondation Brown crée pour elle une chaire, à la Senior Faculty de la School of American Ballet , ce qui constitue aujourd’hui encore sa première occupation. En dehors de l’enseignement, elle reprend chaque année en entier un ballet de Balanchine pour les élèves de la SAB, à l’occasion du spectacle de fin d’année, ainsi que des extraits du répertoire de Balanchine pour les apparitions ou les autres représentations des élèves de l’école. Elle est aussi chargée d’auditionner les jeunes candidats à la SAB à New York et dans tous les États-Unis.
Elle enseigne au Ballet du Bolchoï, au Ballet national de la Chine et à son école (Pékin), aux Ballets de Monte-Carlo, au Ballettzentrum John Neumeier (Hamburg), à la Royal Ballet School (Londres), au Ballet et à l’école du Ballet de la Scala (Milan), à l'école de danse de l'Opéra de Paris, au Centre national de la danse (Pantin), à l’Académie internationale du ballet (Varna), à l’école du Ballet de l’Opéra de Vienne, au Théâtre national de Prague, à l’Australian Ballet (Melbourne), au Japon et en Espagne.
Elle est membre du jury du Prix de Lausanne.

## Prix et distinctions
- 1992 : nommée au Who’s Who in America.
- 1997 : reçoit le prix Distinguished Teacher in the Arts de la National Foundation for the Advancement of the Arts[5].
- 1998 : reçoit le Dance Magazine Award.
- 2001 : est élue à la Century Association of New York[6]

## Conférences
Suki Schorer a consacré sa vie entière à la diffusion de la méthode Balanchine. Dès 1972 elle continue la supervision du programme de conférences dansées que le New York City Ballet tenait dans les écoles publiques, et qui avait été institué par Balanchine. Elle tient plusieurs conférences et conférences dansées et prend part aux congrès sur l’œuvre de Balanchine qui se tiennent au Carnegie Hall, au Musée Guggenheim, au Harvard Dance Program, à la New York Public Library, à la Century Association, et partout ailleurs aux États-Unis en France et à l’étranger. Les  conférences les plus récentes prennent en considération l’étude comparative de la technique Balanchine et des autres méthodes de danse classique, tout particulièrement la méthode Vaganova.
- Musée Guggenheim, New York[8]
- Bolchoï[9]
- Accademia Nazionale di Danza, Rome[10]
- Scuola di Ballo dell'Accademia Teatro alla Scala, Milan
- École de l'Opéra, Paris

## Publications
- 1991 : contribution au livre I Remember Balanchine[11], Francis Mason, Doubleday
- 1999 : Knopf publie son livre Suki Schorer on Balanchine Technique[12], un exposé sur les principes de l’enseignement réservé par Balanchine aux danseurs professionnels. En 2000, cet ouvrage reçoit le prix de la Torre Bueno de la Fondation Dance Perspectives, et en 2009, Suki Schorer et la Technique Balanchine[13] est édité en français et en italien [14] par Gremese; l’édition japonaise est en cours de préparation.
- 1999 : contribution au livre First Lessons in Ballet[15] de Lise Friedman, Workman
- 2003 : contribution au livre Balanchine: Celebrating a Life in Dance[16], Costas, Tide-Mark Press
- 2003 : contribution au livre Grace under pressure : passing dance through time, Proscenium Publishers, Inc.
- 2005 : Workman publie Put Your Best Foot Forward[17], un livre de conseils et de maximes à l’adresse des enfants, que Suki Schorer écrit avec la collaboration de la SAB
- 2008 : contribution au livre Balanchine then and now[18], Sylph Editions(pages 101-109 Suki Schorer in conversation with Ann Hogan)

## Vidéographie
- 1992 : VHS Music for ballet class- Intermediate Pointe Class, Bodarc Productions
- 1995 : avec le soutien de la Fondation Balanchine, elle crée une série de vidéos intitulée The Balanchine Essays[19]. Les trois premières, Arabesque,  Passé and Attitude, et Port de Bras and Épaulement, sont aussi mises en vente. Dans ces vidéos, mises en scène avec Merrill Ashley, elle présente une analyse de tous les aspects du vocabulaire académique qui avaient été revus et élaborés par Balanchine, en les faisant démontrer par Merrill Ashley elle-même et par les danseurs du NYCB et de la SAB. Son commentaire expose les théories de Mr. B sur la danse, appliquées spécifiquement aux différents pas, et son approche si particulière du mouvement.
- 1997 : Marie-Jeanne coaching Concerto Barocco with John Taras and Suki Schorer. The G.Balanchine Foundation
- 1997 : VHS Encore - Ballet Pointe class, Bodarc Productions
- 1998 : VHS Arte : Balanchine lives!
- 1999 : contribution à la vidéo  Antonina Tumkovsky - 50 years at the School of American Ballet
- 2001 : Living a Ballet Dream: Six Dancers Tell Their Stories de Richard Blanshard - SAB
- 2003 : VHS Legends - Beginning Pointe Class, Bodarc Productions
- 2008 : DVD School of American Ballet, serving the classical vision SAB
- 2008 : DVD Bringing Balanchine back,